# Турдыабат
Турдыабат (каз. Тұрдыабат) — упразднённое село в Сайрамском районе Туркестанской области Казахстана. В 2014 году включено в состав города Шымкент и исключено из учетных данных. Входило в состав Каратобинского сельского округа. Код КАТО — 515259400.

## Население
В 1999 году население села составляло 1306 человек (668 мужчин и 638 женщин). По данным переписи 2009 года, в селе проживало 2205 человек (1125 мужчин и 1080 женщин).